# Lingua greca antica
Il greco antico è una lingua appartenente alla famiglia delle lingue indoeuropee, parlata in Grecia fra il IX secolo a.C. e il VI secolo d.C. Essa copre il periodo arcaico (circa tra il IX secolo a.C. e il VI secolo a.C.), il periodo classico (all'incirca dal V secolo a.C. fino al IV secolo a.C.) e il periodo ellenistico (dal III secolo a.C. al IV secolo d.C.).

## Storia
La forma più arcaica di greco che ci sia nota attraverso la scrittura è il miceneo o acheo, la lingua parlata dalle classi dominanti nei centri palaziali della civiltà micenea; altre forme di greco, di cui alcune in parte note attraverso testimonianze, coesistevano accanto al miceneo. Alla fine del II millennio a.C. questa lingua regredì a causa del crollo della civiltà micenea, lasciando il posto al cosiddetto greco antico, ossia un insieme di varianti mutualmente intelligibili che prendono il nome di dialetti; da uno di questi dialetti, lo ionico-attico, in età alessandrina si sviluppò il greco ellenistico, definito "koinè" (κοινή) o "greco biblico", la prima forma comune di greco; la sua evoluzione porterà al greco bizantino e infine al greco moderno.
Il greco antico è stato indubbiamente una delle lingue più importanti nella storia della cultura dell'umanità: è stata la lingua di Omero, dei primi filosofi e dei primi scrittori dell'occidente. Termini del greco antico sono stati presi in prestito dai Romani nella lingua latina e attraverso questi sono arrivati fino ai nostri giorni. La nomenclatura binomiale, sebbene sia espressa in latino, attinge fortemente dal vocabolario del greco antico. Numerosi concetti tipici della contemporaneità, come quello di democrazia, sono nati nella Grecia antica e sono pervenuti fino ai nostri giorni.
Come il greco moderno, che ne è una profonda evoluzione, il greco antico era una lingua indoeuropea le cui origini sono ancora oggi difficili da chiarire: i diversi dialetti parlati in Grecia avevano una comune radice che i linguisti hanno chiamato protogreco ed erano diffusi, prima della migrazione dorica, nell'area balcanica. Rintracciare un antenato precedente risulta molto difficoltoso, causa la mancanza di testi scritti, ma sembra possibile affermare che fosse presente una stretta comunanza di radici tra greco antico e lingua armena (alcuni parlano così di un progenitore chiamato "greco-armeno").
Si può pensare che il proto-greco abbia perso la propria unità linguistica al tempo dell'invasione dorica, a seguito della quale, in un periodo compreso fra il 1200 e il 1000 a.C., si è avuto lo sviluppo di numerose varianti di greco antico, ricordate come dialetti greci antichi. Le prime attestazioni del greco antico compaiono attorno all'VIII secolo a.C. con lo sviluppo di un determinato tipo di alfabeto.
La perdita dell'unità linguistica porta allo sviluppo di diverse varietà di greco, ciascuna delle quali deriva il proprio nome da quello della popolazione greca in cui era parlata: così, il dialetto dorico era parlato dai Dori, l'eolico dagli Eoli, lo ionico dagli Ioni. Ogni dialetto aveva sue caratteristiche, ma tutti erano talmente affini l'uno con l'altro da essere intelligibili tra loro.
Il greco antico è studiato ancora oggi in Europa in alcune scuole secondarie superiori, insieme al latino: esempi sono il liceo classico in Italia, l'Humanistisches Gymnasium in Germania e le grammar schools nel Regno Unito. In Italia è studiato ogni anno dall'8 per cento degli alunni delle scuole superiori (gli iscritti nei licei classici), la quota più alta tra i Paesi occidentali. Insieme al latino, il greco antico è materia di studio all'università, nel corso di studi in lettere classiche.
La koinè ellenistica, il dialetto della lingua greca antica in cui è scritto il Nuovo Testamento, è usata tuttora come lingua liturgica dalla Chiesa ortodossa greca e dalla Chiesa cattolica greca di rito bizantino.

## Dialetti

Diffusione dei vari dialetti del greco antico nell'età classica.

Diffusione dei vari dialetti del greco antico in Magna Grecia e Sicilia.

La lingua greca antica (in greco moderno: Αρχαία ελληνική γλώσσα; in greco antico: Ἑλληνική γλῶσσα?) è una lingua flessiva a elevato grado di sinteticità, di origine indoeuropea, i cui dialetti erano parlati nell'antica Grecia, nelle isole dell'Egeo e nelle colonie greche sulle coste del Mediterraneo orientale e occidentale. Il greco antico è una lingua di grande rilevanza culturale, poiché in essa furono redatti i primi testi letterari, filosofici e scientifici della civiltà occidentale.
Essa era articolata in sottogruppi linguistici, chiamati dialetti greci antichi, che erano:
- il dialetto ionico, parlato nelle isole egee, nella Ionia microasiatica, nelle colonie ioniche d'oltremare; 
  - il dialetto attico, parlato in Attica (la regione di Atene), è strettamente connesso allo ionico, tanto da essere anche detto ionico-attico. Acquisterà grande importanza nella letteratura grazie all'egemonia ateniese;
- il dialetto dorico, parlato nel Peloponneso di sud-est, a Creta, nella Doride microasiatica. Il dorico era inoltre la lingua franca delle colonie italiote della Magna Grecia;
- il dialetto eolico, parlato in Tessaglia, in Beozia, nelle Isole Cicladi settentrionali e nell'isola di Lesbo, nonché nell'Eolide microasiatica;
- Il greco nord-occidentale, parlato nel Peloponneso di nord-ovest, nella Grecia centrale, in Macedonia (greco macedone), in Epiro (ma i Greci consideravano μιξοβάρβαρος, semibarbara, la lingua delle regioni periferiche di nord-ovest);
- il dialetto arcado-cipriota, ultimo relitto del dialetto miceneo, proprio dei discendenti dei profughi micenei scampati dai Popoli del Mare, parlato in Arcadia e a Cipro;
- il dialetto panfilio, anch'esso considerato μιξοβάρβαρος dai Greci della madrepatria, parlato sulle coste della Panfilia ed effettivamente contaminato da influssi adstratici di lingue epicoriche non greche.
- uno statuto a sé aveva invece il dialetto omerico. Mai effettivamente parlato da alcuna popolazione, era la lingua usuale della poesia epica e si basava sullo ionico, mescolato a significativi apporti eolici, con la sopravvivenza di corposi relitti fonetici, morfologici e lessicali del dialetto miceneo.

Per la grammatica e le particolarità linguistiche di questi dialetti, si rimanda alle voci indicate dai collegamenti. La grammatica di cui delineeremo gli aspetti fondamentali è improntata in larga parte al dialetto attico, parlato ad Atene, e impostosi dal V secolo a.C. in poi come lingua panellenica, a causa dell'egemonia militare, politica, economica, culturale di Atene; tale dialetto, insieme a una componente ionica più o meno forte a seconda dei luoghi, sarà alla base della κοινὴ διάλεκτος, la koinè di età ellenistica, la lingua franca del Mediterraneo nota anche come greco comune, greco alessandrino o greco ellenistico. Essa non coincide appieno con il dialetto attico puro.

## Fonologia

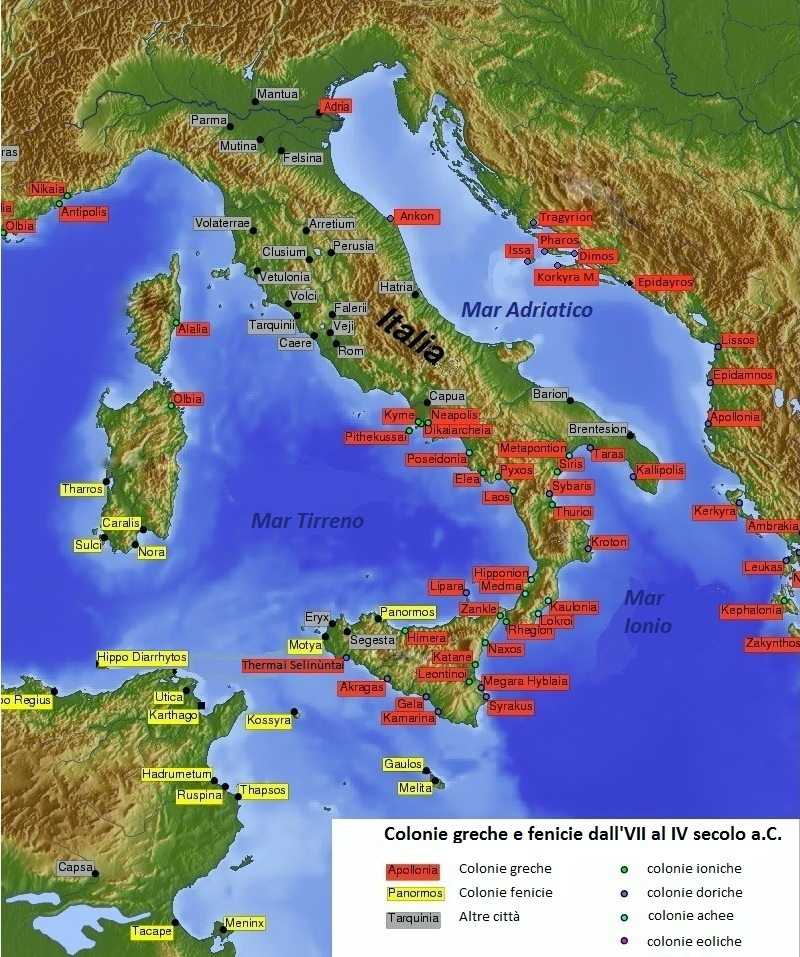
Diffusione della lingua greca antica in Italia, Albania, Croazia e Francia fino al IV secolo a.C. (città segnate in rosso). I vari colori dei cerchi indicano i dialetti.

L'incipit dell'Odissea in lingua greca antica

La fonetica greca si distingue da quella delle lingue indoeuropee moderne.
Le sue caratteristiche sono:
- la natura dell'accento, che è musicale e non tonica. Esistono tre accenti nella prosodia del greco antico: accento acuto, grave e circonflesso;
- la presenza di dittonghi, caratterizzati dall'incontro di una vocale aperta o semi-aperta, lunga o breve (α ε ο η ω), con una vocale chiusa breve (ι υ);
- la contrazione vocalica, ossia la riduzione a un dittongo o a una vocale lunga delle coppie di vocali consecutive che non formino dittongo. Tale contrazione è sistematica nel dialetto attico, che mostra spiccata avversione per lo iato;
- l'assimilazione consonantica.

In età medievale e nel primo Rinascimento predominava fra gli umanisti un'altra pronuncia, quella cosiddetta reuchliniana o roicliniana, così chiamata poiché fu l'umanista Johannes Reuchlin a sostenerne la validità. Tale pronuncia, legata alla pronuncia itacistica cosiddetta bizantina, era la stessa che i bizantini applicavano al greco che parlavano (allo stesso modo in cui in Italia il latino e l'italiano sono prevalentemente pronunciati alla stessa maniera) e risaliva ai mutamenti fonetici avvenuti in età età ellenistica, le cui prime avvisaglie sono però in parte rivelate dalla realtà fonetica sottesa ad alcune riflessioni linguistiche dei dialoghi di Platone.
La pronuncia itacistica fu importata in Italia dagli intellettuali bizantini scampati alla conquista e al saccheggio di Costantinopoli (1453) da parte dei Turchi. Quegli intellettuali (fra cui spiccavano il filosofo neoplatonico Emanuele Crisolora e il cardinale Giovanni Bessarione) impressero alla lettura dei classici greci il loro accento e la loro inflessione. Essi leggevano  /i/ anche le lettere η e υ, i dittonghi ει, οι e υι e pronunciavano  /ɛ/ il dittongo αι; inoltre pronunciavano  /v/ la lettera υ nei dittonghi αυ ed ευ prima di vocale o consonante sonora e  /f/ prima di consonante sorda; come  /v/ era letta anche la β. Davano poi pronuncia fricativa a γ e δ (rispettivamente /ɣ/ e /ð/), come anche alle aspirate φ /f/, χ /x/ e θ /θ/.
Fu un altro grande umanista, l'olandese Desiderio Erasmo da Rotterdam ad opporsi alla pronuncia itacistica del greco antico. Questi, studiando le figure di suono nei poeti comici, in particolare le onomatopee, scoprì che la pronuncia antica era diversa da quella roicliniana: il belato della pecora in Cratino, commediografo ateniese del V secolo a.C., è infatti imitato con βῆ βῆ, il che denunciava il vero suono delle lettere greche che componevano questa particolare onomatopea: non /vi/, ma /bɛː/. Pertanto Erasmo scoprì e cercò di ripristinare la vera pronuncia classica, che da lui prende il nome di erasmiana.
La pronuncia erasmiana pura, come Erasmo l'ha formulata, presenta tuttavia alcune imprecisioni: all'epoca, infatti, mancavano ancora tutti gli studi di linguistica storica sviluppati a partire dal XIX secolo. Grazie alle nuove informazioni, i linguisti hanno quindi perfezionato la ricostruzione, definendo i caratteri della vera pronuncia greca classica, del V secolo a.C.; questa pronuncia perfezionata è detta pronuncia scientifica ed è illustrata nelle pubblicazioni di Sidney Allen. La pronuncia nella prassi scolastica convenzionale italiana, tuttavia, pur avendo come base la forma erasmiana, differisce tuttavia per diversi aspetti:
- la pronuncia scolastica non distingue in modo sensibile le vocali brevi dalle lunghe, come invece andrebbe fatto;
- le consonanti φ θ χ, che usualmente si pronunciano, rispettivamente, /f/ (come la f italiana di fede), /θ/ come la th inglese di third (alcuni pronunciano il θ /t͡s/, come la z aspra italiana di spazio, ma ciò non ha alcuna giustificazione storica), e /x/ (come la ch tedesca di Bach, come il c toscano lenito, in pratica), nel greco classico erano delle vere e proprie occlusive come  /p/  /t/  /k/, da cui si distinguevano perché accompagnate da un'aspirazione (come le occlusive sorde prevocaliche in tedesco e in inglese);
- la consonante ζ (zeta), che in età ellenistica già si pronunciava /z/ (come la s intervocalica italiana di rosa), nel greco arcaico si pronunciava /zd/ (e così ancora la pronunciavano nel V secolo i parlanti dorici e eolici, che scrivevano direttamente σδ). In età classica, in Attica, si cominciò a pronunciare questa lettera come  /d͡z/ e, dalla seconda metà del IV secolo, /zː/, in seguito /z/. Si ricordi peraltro che la zeta fu introdotta nell'alfabeto latino solo successivamente, per trascrivere le parole di origine greca.

## Grammatica
Il greco, come molte altre lingue indoeuropee, è una lingua flessiva. È fortemente arcaica nella conservazione delle forme dell'indoeuropeo.
La flessione nominale contempla:
- cinque casi: nominativo, genitivo, dativo, accusativo e vocativo;
- tre generi: maschile, femminile e neutro;
- tre numeri: singolare, duale e plurale.

La flessione verbale comprende:
- tre persone: prima (solo nel singolare e nel plurale), seconda e terza.
- tre numeri: singolare, duale e plurale.
- sei modi: indicativo, imperativo, congiuntivo, ottativo, infinito e participio, con l'aggiunta di due aggettivi verbali.
- sette tempi: presente, imperfetto, aoristo, futuro, perfetto, piuccheperfetto, futuro perfetto.
- tre diatesi: attiva, media e passiva.

## Sistema di scrittura
L'alfabeto greco è formato da 24 lettere:
| Nome                                         | Maiuscola | Minuscola                                 | Pronuncia |
| -------------------------------------------- | --------- | ----------------------------------------- | --- |
| ἄλφα àlfa                                    | Α         | α                                         | a /a/ |
| βῆτα bèta                                    | Β         | β                                         | b; dalla tarda koinè /β/, in seguito /v/. |
| γάμμα gàmma                                  | Γ         | γ                                         | g (sempre velare, come in gatto, ghiro); se si trova prima di γ, κ, χ, e ξ (le velari) è detto gamma nasale e si pronuncia /ŋ/, come la nostra n di panca; dalla tarda koinè /ɣ/. |
| δέλτα dèlta                                  | Δ         | δ                                         | d /d/; dalla tarda koinè /ð/, sonora come th sonoro inglese di the |
| ἒ ψιλόν epsilòn (o, alla latina, epsìlon)    | Ε         | ε                                         | e (breve) /ɛ/ |
| ζῆτα zèta                                    | Ζ         | ζ                                         | z (in origine sd /zd/ come in sdentato); in epoca postclassica dz /d͡z/ come in zona, zaino; dalla tarda koinè s sonora /z/ come in rosa                                           |
| ἦτα èta                                      | Η         | η                                         | e (aperta e lunga) /ɛː/; dalla tarda koinè /i/ |
| θῆτα thèta                                   | Θ         | θ                                         | th (t seguito da aspirazione, /tʰ/); dalla tarda koinè /θ/, sordo come th inglese di path)                                                                                        |
| ἰῶτα iòta                                    | Ι         | ι                                         | i /i/ |
| κάππα kàppa                                  | Κ         | κ                                         | k (sempre velare) /k/ |
| λάμβδα làmbda                                | Λ         | λ                                         | l /l/ |
| μῦ my                                        | Μ         | μ                                         | m /m/ |
| νῦ ny                                        | Ν         | ν                                         | n /n/ |
| ξεῖ (ξῖ) xéi (o, più comunemente, xi)        | Ξ         | ξ                                         | ks /ks/ |
| ὂ μικρόν omicròn (o, alla latina, omìcron)   | Ο         | ο                                         | o (breve) /ɔ/ |
| πεῖ (πῖ) péi (o, più comunemente, pi)        | Π         | π                                         | p /p/ |
| ῥῶ rho (o, più comunemente, ro)              | Ρ         | ρ                                         | r /r/ |
| σῖγμα sìgma                                  | Σ         | σ/ς (ς si usa solo se è finale di parola) | s (sempre sorda come in sasso) /s/ |
| ταῦ tàu                                      | Τ         | τ                                         | t /t/ |
| ὖ ψιλόν hypsilòn (o, alla latina, hypsìlon)  | Υ         | υ                                         | ü (come la u francese, /y/); se è secondo elemento di dittongo è come la u italiana; intorno all'anno 1000 si evolve in /i/                                                       |
| φεῖ (φῖ) phéi (o, più comunemente, phi o fi) | Φ         | φ                                         | ph (p seguito da aspirazione /pʰ/); dalla tarda koinè /ɸ/, poi /f/ |
| χεῖ (χῖ) khéi (o, più comunemente, khi)      | Χ         | χ                                         | kh (k seguito da aspirazione, /kʰ/); dalla tarda koinè come ch tedesco /x/ |
| ψεῖ (ψῖ) pséi (o, più comunemente, psi)      | Ψ         | ψ                                         | ps /ps/ |
| ὦ μέγα omèga (o, alla latina, òmega)         | Ω         | ω                                         | o (aperta e lunga) /ɔː/ |

La scrittura greca antica non è tuttavia quella oggi utilizzata per riportare i testi greci. La distinzione tra lettera maiuscole e minuscole, ad esempio, non si può far risalire a prima del Medioevo, mentre un sistema di accentazione completo risale all'XI secolo. Così la nostra lettera "S" corrispondeva solo a "Σ" e, dall'età alessandrina, "Ϲ" (il cosiddetto sigma lunato): il sigma finale, "ς", risale infatti al Medioevo. Anche la punteggiatura è una introduzione moderna. Così Barry P. Powell ricorda: «Nelle più antiche attestazioni di scrittura greca, quali possiamo ricostruire sulla scorta delle poche iscrizioni superstiti, non c'è alcuna distinzione grafica tra omicron (= o breve) e omega (= o lungo), oppure tra epsilon (e breve) ed eta (e lungo) e le consonanti doppie sono scritte come quelle semplici. Le parole non vengono separate l'une dalle altre, sono assenti segni diacritici quali l'accento [...]». Nelle testimonianze più antiche, la scrittura era di tipo "bustrofedico" (=segue il movimento del bue) ovvero dapprima da destra verso sinistra per risultare da sinistra verso destra al rigo successivo. La lettura rappresentava quindi un flusso continuo di suoni e veniva decodificata per mezzo delle orecchie e non per mezzo degli occhi come per i moderni.

## Didattica del greco antico
Il greco antico è insegnato nelle scuole secondarie di numerosi Paesi europei:
- Grecia: è materia obbligatoria in tutte le scuole superiori.
- Cipro: è materia obbligatoria in tutte le scuole superiori.
- Italia: è una materia cardine, assieme alla lingua latina, del liceo classico.
- Regno Unito: si studia nelle scuole che offrono corsi classici, spesso in combinazione con il latino.
- Germania: è disponibile in molti Gymnasien (scuole secondarie simili al liceo classico italiano), in particolare in quelle con un forte enfasi sulle discipline umanistiche.
- Francia: è offerto come materia opzionale in alcuni licei, specialmente nelle “classi preparatorie” per le grande école.
- Spagna: è scelto da pochi studenti come materia a scelta in alcuni licei[7].

### Didattica e testi di riferimento
- Dino Pieraccioni, Morfologia storica della lingua greca, D'Anna, Messina-Firenze, 1975.
- Dino Pieraccioni, Grammatica greca, Firenze, 1976.
- Carmelo Restifo, Nuovo corso di greco, vol. 1, Grammatica, Firenze, Le Monnier, 2001
- Angelo Cardinale, I Greci e noi, Ferraro, Napoli, 1990.
- Pierangelo Agazzi, Massimo Vilardo, Ἑλληνιστί - Grammatica della lingua greca, Zanichelli, 2002.
- Carlo Campanini, Paolo Scaglietti, Greco - terza edizione, vol. Grammatica descrittiva, Sansoni per la scuola, 2010
- Giacinto Agnello, Arnaldo Orlando, Manuale del greco antico - con un profilo di greco moderno, teoria, Palumbo, 1998, ISBN 978-88-8020-206-6
- Giacinto Agnello, Arnaldo Orlando, Manuale del greco antico - con un profilo di greco moderno, esercizi, Palumbo, 1998, ISBN 978-88-8020-229-5
- Nicola Basile, Sintassi storica del greco antico, Levante, 1998-2001, ISBN 8879492489
- Valeria Tusa Massaro, Sintassi del greco antico e tradizione grammaticale , L'Epos, 1993

### Saggistica
- Maria Libera Garabo, Il greco antico, Carocci, 2008, ISBN 9788843046362, OCLC 635803761.
- Monique Trédé, Piccole lezioni sul greco antico, Il melangolo, 1º gennaio 2009, ISBN 9788870187489, OCLC 800521690. (edizione originale (FR) Petites leçons sur le grec ancien, Editions Stock, 2008.)
- Barry P. Powell, Omero, Bologna, il Mulino, 2004.